# Saginaw, Texas
Saginaw là một thành phố thuộc quận Tarrant, tiểu bang Texas, Hoa Kỳ. Năm 2010, dân số của xã này là 19806 người.

## Dân số
- Dân số năm 2000: 12374 người.
- Dân số năm 2010: 19806 người.